# Национальный центр искусств (Оттава)

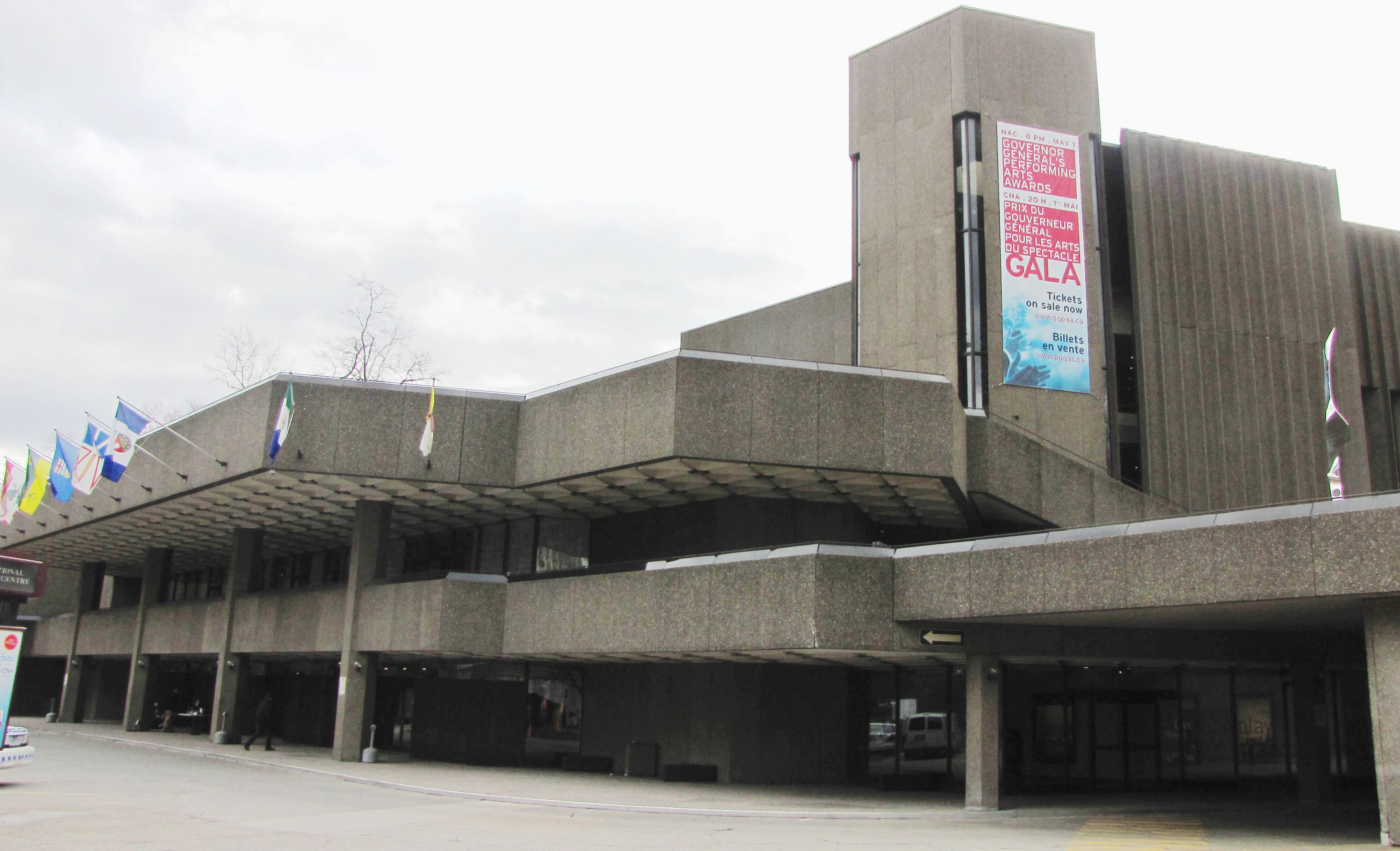
Национальный центр искусств в Оттаве.

Национальный центр искусств (англ. The National Arts Centre (NAC), фр. Le Centre national des Arts (CNA)) — театральный центр и концертный зал в центре г. Оттава (Онтарио, Канада). Расположен между Элгин-стрит и канал Ридо. Отнесён к Национальным историческим достопримечательностям Канады в 2006 г.
Президентом и главным исполнительным директором центра является Питер Херрндорф.

## История
В городе Оттава не было центра для крупных театральных и зрелищных мероприятий с 1928 г, когда городские власти экспроприировали и снесли театр Рассел, чтобы построить парк Конфедерации. В результате приезжавшие в город труппы и оркестры должны были использовать сцену кинотеатра «Капитолий». В 1963 г. местные меценаты Гамильтон Саутхем и Леви Петтлер сформировали Альянс искусств национальной столицы — организацию, которая лоббировала перед городскими властями строительство нового центра искусств. Строительство началось при прремьер-министре Лестере Пирсоне в рамках мероприятий чествования 100-летия Канады. Он обошёлся в 46 миллионов долларов и был открыт 2 июня 1969 года. Ранее на месте центра стояла вторая городская ратуша, затем город подарил землю федеральному правительству. Первым музыкальным директором центра стал дирижёр Жан-Мари Боде (1969—1971).

## Концертный зал и центр культурных мероприятий
Будучи одним из крупнейших центров культурных мероприятий в Канаде (площадь составляет 1158 млн кв. футов), Национальный центр искусств сотрудничает с тысячами деятелей искусства, как имеющими заслуженную репутацию, так и начинающими, как из Канады, так и из других стран мира. Он также сотрудничает с культурными и театральными организациями. Также центр поддерживает программы стимулирования молодых и начинающих артистов, предоставляет образовательные материалы для учителей. Центр является одним из организаторов Канадского фестиваля танцев и местом проведения Международного фестиваля анимации в Оттаве.
Под эгидой Национального центра искусств и в партнёрстве с Канадским театральным обществом с 2003 г. раз в два года проводится оттавский фестиваль «Магнетический север» (en:Magnetic North Theatre Festival).

## Сцены
В Национальном центре искусств имеются 4 сцены:
- Southam Hall — 2323 места, крупнейшая сцена, используется оркестром Национального центра искусств, en:Ottawa Symphony Orchestra, Opera Lyra Ottawa, а также для балетных постановок и других крупных шоу и мероприятий.
- The Theatre — 897 мест, театральная и танцевальная сцена, используется как англоязычными, так и франкоязычными постановщиками.
- Studio — 300 мест, театральная сцена.
- The Fourth Stage — 150 мест, открылась в 2001 г. Здесь проводятся различные общественные мероприятия.

## Архитектура

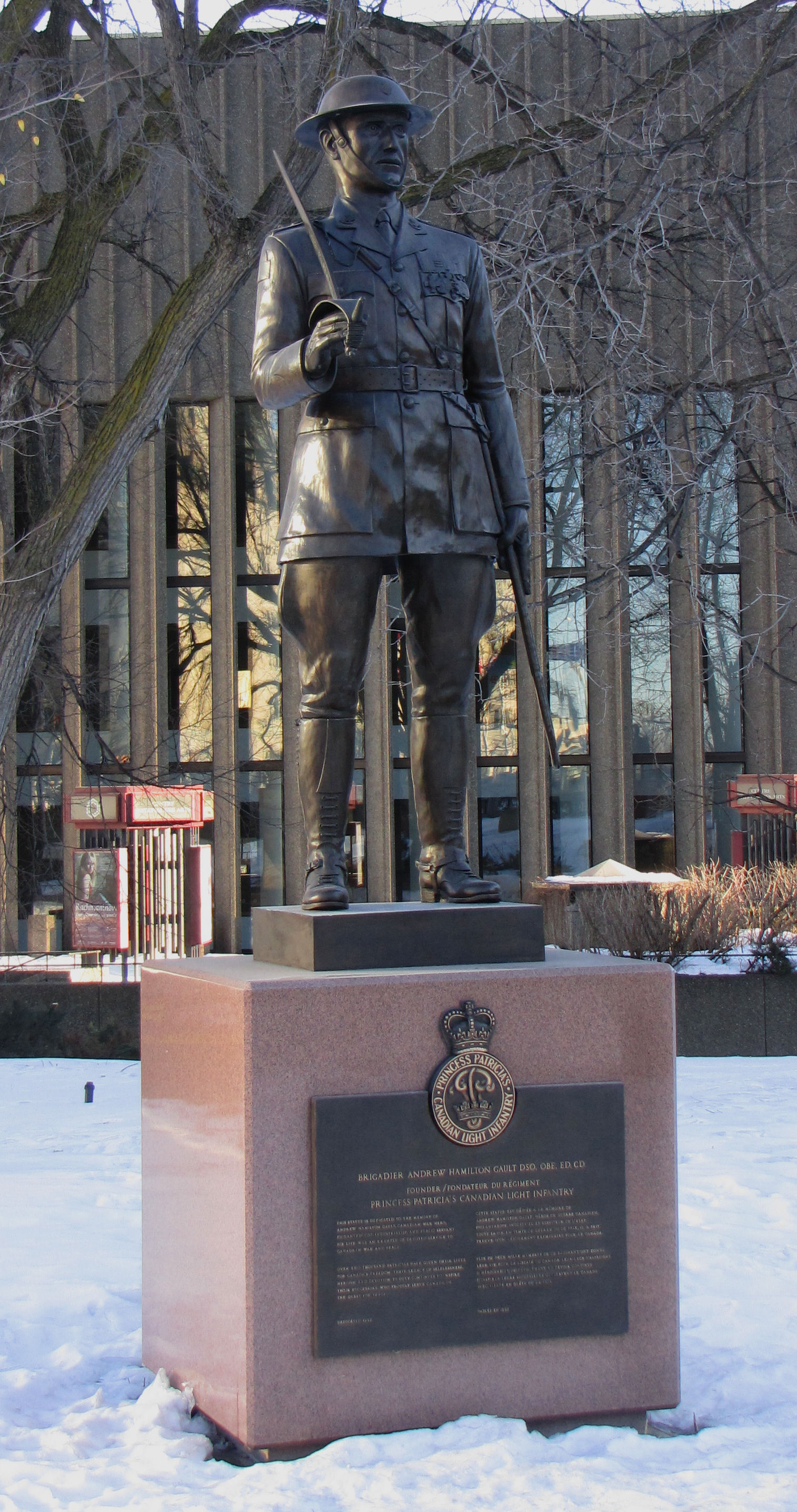
Статуя бригадира Эндрю Голта перед Национальным центром искусств.
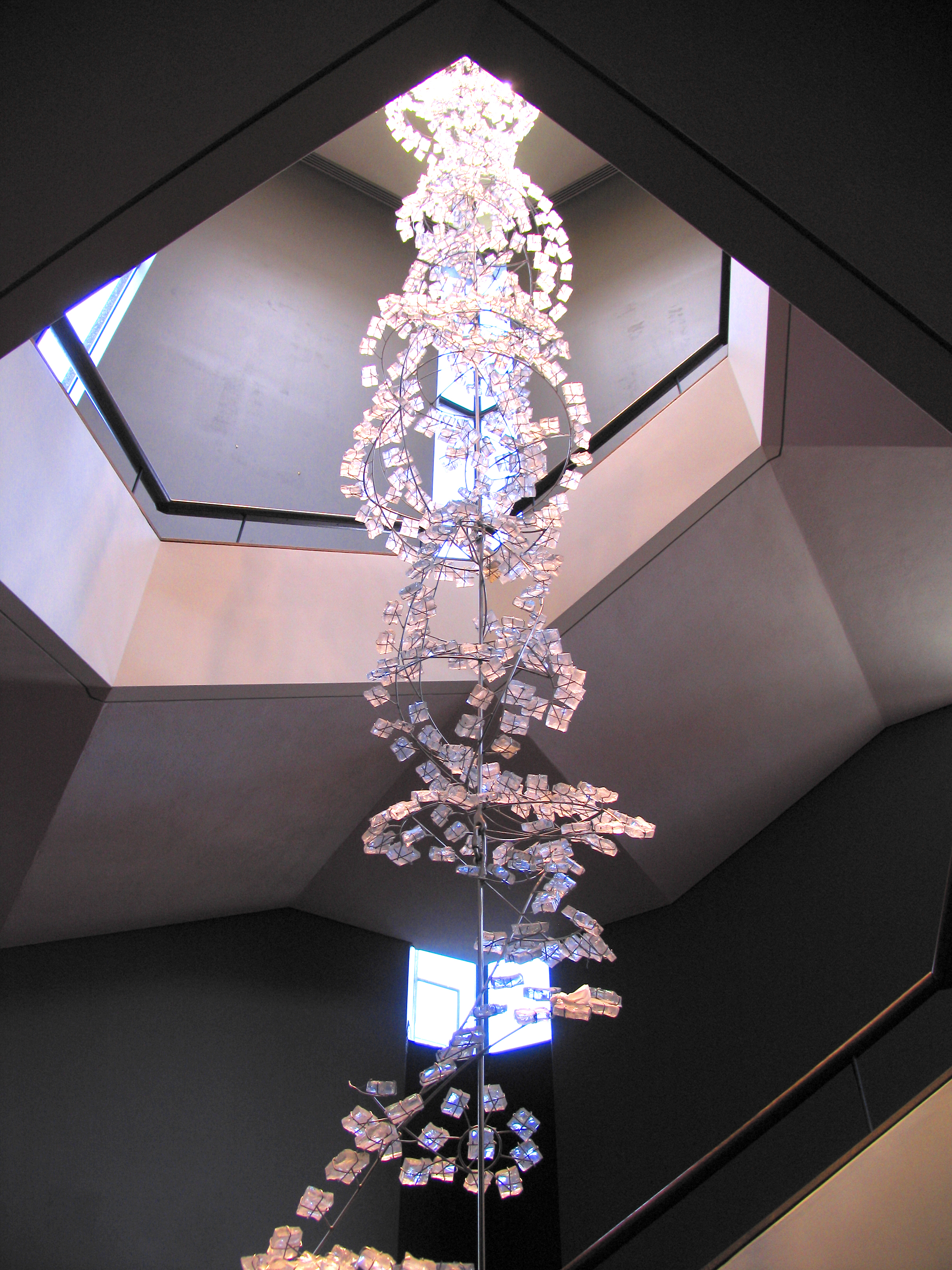
Центр искусств, вид изнутри. Стеклянная скульптура "Хрустальная ДНК".